# カルロス・ディサルリ
カルロス・ディ・サルリ（Carlos Di Sarli、1903年1月7日 - 1960年1月12日）は、アルゼンチン・タンゴのピアニスト、マエストロ。鋭いスタッカートと豊かに流れるレガートの見事な対比が演奏の特徴である。ファン・ダリエンソと並び「タンゴ新古典派の2大マエストロ」と称される。

## 生涯
ディ・サルリは、アルゼンチン南部の港町バイア・ブランカでイタリア系移民（イタリア系アルゼンチン人）の子として生まれた。音楽に理解ある家庭で育ち、子どもの頃からピアノを学んだ。なお、子どものとき、銃の暴発で、目の周辺を傷つけたため、サングラスをするようになったといわれている。20歳の頃にブエノスアイレスに移住し、25歳の頃に自身の六重奏団をもつ。数年後ヴィクトル専属となるが、やがて解散することとなる。
1936年に楽団を再編成し、その後ヴィクトルに復帰した。天才少年歌手と言われるロベルト・ルフィーノを迎えたこともあり、徐々に人気を高めていった。
ディ・サルリの演奏スタイルは1940年頃に確立したと言われるが、大きな影響を受けたのはオスバルド・フレセドであると言われる。フレセドは、タンゴのリズムを鋭く表現するとともに弦楽器群を厚くし、美しいレガートを表現していた。
1951年には、ヘスス・ベントゥーラが1920年に作曲したものの長い間聴衆に忘れられていた曲「大きな人形」（A la gran muñeca）を、ディ・サルリが新しい解釈の元に演奏したものがヒットし、今や世界のタンゴ楽団に演奏されている。
人気絶頂だった1956年、楽団員の大半が脱退し「ロス・セニョーレス・デル・タンゴ」なるグループを結成した。このような楽団員による楽団乗っ取りはそれほど珍しいものではなく、ファン・ダリエンソもそのような経験をしている。ディ・サルリはそのような危機でも慌てずに新メンバーを集め、その後も変わらぬスタイルで演奏を続けたと言われている。

## 演奏様式
ディ・サルリの演奏様式は、鋭いスタッカートと美しいレガートが弦楽器群で妖しく繰り返されるものである。単に「鋭い」だけではなく強拍はP<Fで迫ってくるため、音色の質はどこの楽団も真似出来ないものに変わっていった。後年はこの表現がくどくなりPP<FFまで迫ってくることもあったが、楽団員はメンバー入りすると必死にこの技法を真似た。日本では「ヤッ・チャッ・チャッ・チャッ、ヤッ・チャッ・チャッ・チャッ」と表現されることが多い。
1940年代に確立されたそのスタイルは、タンゴの本質である激しさと悲しみを簡潔に表現するため、年代を経るにつれて次第にテンポが遅くなる傾向にある。また、スタッカートとレガートの対比を極限にまで強調するため、1950年代の極めて円熟した時代の演奏でさえ、タンゴの聴かせどころであるバンドネオンのバリアシオンが聴かれることがほとんどない。彼の録音中、おそらく唯一バンドネオンのバリアシオンが聴かれるものとして有名なのが、「エル・チョクロ」である。
ディサルリ・スタイルもダリエンソ・スタイルと同じようにタンゴ界に遺された。ディサルリ・スタイルを標榜する現役の楽団には、Orquesta Gente de Tangoが含まれる。

## 作曲した作品
ディ・サルリの作曲したものでは、「バイア・ブランカ」「コラソン」「ミロンゲーロ・ビエホ」などがよく知られている。

### 「BAHIA BLANCA」（バイア・ブランカ）
「バイア・ブランカ」は、ディ・サルリが生まれ故郷に捧げた曲で、すべて短調で構成されている。
バンドネオンの低音と弦楽器のゆったりとしたユニゾンの響きは、ある意味でダリエンソの表現とは対極にある。